# جورج هاسي إيرل سينيور
جورج هاسي إيرل سينيور (بالإنجليزية: George Hussey Earle, Sr.)‏ هو مناهض العبودية ‏ ومحامي أمريكي، ولد في 8 ديسمبر 1823 في فيلادلفيا في الولايات المتحدة، وتوفي بنفس المكان في 18 يونيو 1907.